# Ljuberci
Ljuberci (rusko Люберцы, Ljúbercy, IPA: [ˈlʲʉbʲɪrtsɨ]) je mesto in središče Ljuberškega okroga v Moskovski oblasti v Rusiji. Ljuberci so pomemben industrijski center in železniško vozlišče. So eden od vodilnih krajev v Moskovski oblasti po izpustih škodljivih industrijskih emisij v atmosfero. V mestu je tovarna Kamova, v kateri so bili razviti helikopterji Ka-50 in Ka-52. Leta 2023 je imelo mesto 230.134 prebivalcev. So šesto mesto v Moskovski oblasti po velikosti in prvo po gostoti prebivalstva. Veljajo za delavsko predmestje Moskve. Ime izhaja iz osebnih imen Liber in Nazarij.
V 90. letih 20. stoletja je v Ljubercih delovala ena od najhujših združb organiziranega kriminala v Moskvi, Ljuberška skupina organiziranega kriminala.
Po mestu je poimenovan asteroid (216439) Ljuberci in rock skupina Ljube.

## Znani prebivalci
- Jurij Aleksejevič Gagarin, prvi človek v vesolju
- Aleksandr Danilovič Menšikov, sodelavec Petra Velikega
- Nikolaj Vjačeslavovič Rastorgujev, pevec skupine Ljube